# Andrew Tosh
Andrew Tosh (nascido Andrew McIntosh, em 19 de junho de 1967, em Kingston, Jamaica), é um cantor de reggae e único filho do falecido Peter Tosh.  Ele é sobrinho do cantor de reggae Bunny Wailer, membro original do The Wailers.

## Biografia
Tosh foi exposto à música do grupo de seu pai, The Wailers, desde tenra idade, e sua mãe, Shirley Livingstone, era também a irmã de Bunny Wailer. Sua primeira sessão de gravação foi em 1985, produzido por Charlie Chaplin, e resultando no single "Vanity Love". Depois que seu pai foi morto a tiros em 1987, ele executou duas canções em seu funeral, "Jah Guide" e "Equal Rights".
Ele passou a trabalhar com o produtor Winston Holness em seu álbum de estréia, Original Man. Em 1989 lançou o seu segundo álbum, Make Place For The Youth, que foi gravado nos Estados Unidos e foi indicado para o Grammy Award de Melhor Álbum de Reggae.
Ele excursionou com a banda The Wailers em 1991.
Em 2004, ele gravou um álbum de canções de seu pai, Andrew Sings Tosh: He Never Died.
Em 2007, ele anunciou que estava trabalhando em seu quarto álbum de estúdio, Focus.
Em 2008, Andrew Tosh participou da gravação da canção "Through The Music" da banda brasileira de reggae Monte Zion, lançada no álbum Mensagem Verdadeira.

## Álbuns
- Original Man (1987) Attack
- Make Place For The Youth (1989) Tomato
- Message From Jah (2000) Dressed to Kill
- Andrew Tosh (2001) Dressed to Kill
- Andrew Sings Tosh: He Never Died (2004) Paras

## Vídeo
- Peter Tosh Band with Andrew Tosh: Live